# 若斯兰三世
考特尼的若斯兰三世（法語：Josselin III de Courtenay，1159年—12世纪90年代）是埃德萨伯国的头衔掌有者，他是上任埃德萨伯爵若斯兰二世和其夫人比阿特丽斯的儿子。尽管在若斯兰二世在位期间埃德萨伯国的大部分疆域就已经被侵占，剩下部分也被售卖，若斯兰三世在其父亲于狱中去世后继承了伯爵的头衔。

## 生平
若斯兰约在1135年前后出生，在托贝索城内度过了童年。1144年12月23日，埃德萨城被占领，随着托贝索被立为新的首府，若斯兰二世也在1150年受俘虏。若斯兰二世的夫人比阿特丽斯曾试图备御托贝索及周边地区，然而她最后不得不将这些领土售卖给其他领主，带着若斯兰前往耶路撒冷避难。

1165年时十字军势力疆域图

1156年，在抵达抵达耶路撒冷后，耶路撒冷国王鲍德温三世任命乔治林为高级侍从，于是若斯兰在随后的两年中试图重新建立一座领地。他于1158年在阿卡附近聚集到足够的土地，使之成为了耶路撒冷王国的藩属国。而在此之前，他的妹妹阿涅斯嫁给了雅法伯爵阿莫里。1159年，被关押在阿勒颇的若斯兰二世去世，若斯兰三世继位为埃德萨伯爵。由于埃德萨全境已经不归其管辖，此头衔仅为虚衔。1163年，阿莫里继位为耶路撒冷国王，城内的贵族却不认同将阿涅斯立为王后。此后不久，阿莫里就以近亲结婚为由与阿涅斯离婚，他们的子嗣西比拉和鲍德温四世则依旧拥有继承权。
1164年，法兰克人开始介入埃及方面事务，趁法蒂玛王朝衰落并陷入权力斗争之际，阿莫里针对谢尔库赫展开了一次作战。然而在8月10日的哈里姆之战中，努尔丁佯攻安条克公国，转而于哈里姆击败了以安条克亲王博希蒙德三世、若斯兰三世和的黎波里伯爵雷蒙三世为首的法兰克军队。战后，三位首领都被努尔丁所俘虏，迫使阿莫里匆忙撤离埃及。博希蒙德三世最早被释放，雷蒙三世也在1174年被放回。为营救阿勒颇，雷蒙三世于1175年2月1日围攻霍姆斯城，迫使萨拉丁转移视线，而阿勒颇酋长也相应的释放了沙蒂永的雷纳德。若斯兰却直到1176年才被阿涅斯在凑齐五万第纳尔的赎金后才被赎回，据研究，她很有可能是利用了国库内的财富才能在最后支付出足够的赎金。
1174年，耶路撒冷国王阿莫里去世，其子博杜安继承父亲王位，成为新一任耶路撒冷国王博杜安四世。他在若斯兰被赎回后任他为新任元帅，这为若斯兰树立了多位敌人，包括以雷蒙三世为首的博杜安父系一脉的亲属。后在1180年，若斯兰成为使节前往拜占庭帝国。同年，多伦领主翁弗鲁瓦四世与博杜安同父异母的妹妹伊莎贝拉订婚，他以其领地多伦纳入博杜安治下为条件换来单纯金钱上的采邑。而多伦的新城堡地区被博杜安在1182年转赐于若斯兰，多伦地区的赋税、产出也以收益的形式赐予阿涅斯。

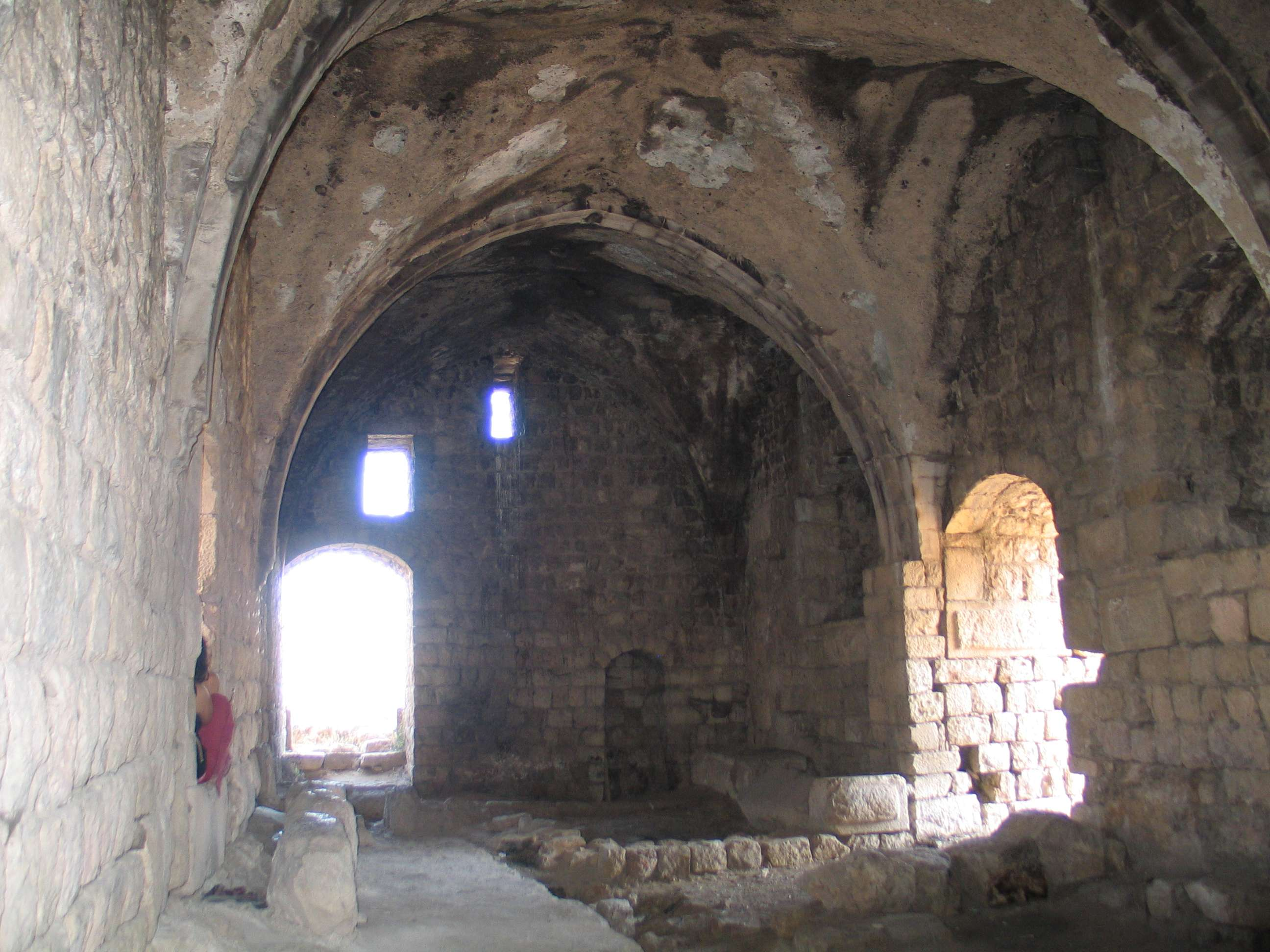
新城堡(又称浑宁堡)建筑内部

1185年，在博杜安四世的授命下，若斯兰成为了共治国王鲍德温五世的守护者。尽管雷蒙三世被授命成为了摄政，由于他也是王位继承人之一，他担心如果在此期间博杜安五世去世，他会成为责任人。另一方面，若斯兰则因血脉关系，保护外甥孙博杜安五世强烈符合其家族利益。来自意大利的蒙费拉领主纪尧姆五世抵达后为保护孙儿博杜安五世提供了更多的支持，然而重病在身的博杜安于1186年逝世，纪尧姆五世和若斯兰一同护送其棺椁至耶路撒冷。与此同时，雷蒙赶向那不勒斯，试图扶持伊莎贝拉为女王，然而最后博杜安四世的姐姐、博杜安五世的母亲西比拉登基，并使其丈夫吕西尼昂的居伊成为国王。由于若斯兰在选择继承者的阶段拖住了身为继承人之一的雷蒙，成功帮助西比拉上位，他被赐予了阿卡的统治权。
同年，若斯兰的长女考特尼的比阿特丽斯与居伊的弟弟瓦伦斯的纪尧姆订婚，若斯兰拿出新城堡和多伦地区作为嫁妆。比阿特丽斯的妹妹阿涅斯也本计划与居伊的一个侄子结婚，但如果比阿特丽斯在成年以前就去世，那么她会替代姐姐成为纪尧姆的妻子。

哈丁之战局势图

1187年，哈丁战役爆发，若斯兰与伊贝林的贝里昂时为后军统领。7月4日，十字军一方被击溃，阿卡在仅仅四天后也沦陷于萨拉丁手中，若斯兰在对方保证城内人民的安全后也投降了。他后来在城内纵火，尽管火势仅影响了少数街道，他在战败后逃向了泰尔，他的所有领地也被萨拉丁正式侵占。
后来若斯兰参与了第三次十字军东征中的阿卡围攻战，他最后出现在1190年10月25日的一份行状内。时值西比拉去世，有人指出若斯兰很有可能在攻城战中战死。一个月后，伊莎贝拉一世从居伊手中夺回王位，在废除和翁弗鲁瓦的婚约后也使翁弗鲁瓦重新得到了新城堡和多伦地区。由于若斯兰三世被确认在1200年之前去世，条顿骑士团在1220年获得了埃德萨伯爵头衔。

## 家庭
在1176年被释放后，若斯兰迎娶了大乔丹地区佩特拉领主野牛亨利的女儿米伊的比阿特丽斯，他们共同养育了两位女儿：
- 考特尼的比阿特丽斯：1186年与吕西尼昂领主于格八世的儿子、耶路撒冷国王居伊的弟弟瓦伦斯领主吕西尼昂的纪尧姆订婚，后与波恩劳恩的奥托结婚。
- 考特尼的阿涅斯：1186年与居伊的侄子订婚，1200年与来自卡拉布里亚的斯坎德良领主阿门多莱亚的威廉结婚。

### 脚注
1. ↑  Grousset 1935, p. 284-293
2. ↑  Grousset 1935, p. 419-421
3. ↑  Nicholson 1969, p. 551
4. ↑  Grousset 1935 , p. 437-449
5. ↑  Grousset 1935, p.  527
6. ↑  Barber 2012, p. 267
7. ↑  Grousset 1935, p. 660
8. ↑  Grousset 1935, p. 946
9. ↑  Grousset 1935, p. 702-703
10. ↑  Grousset 1935, p. 722-726
11. ↑  Grousset 1935, p. 752-758
12. ↑  Houben 2008, p.153

### 书目
- Marie-Adelaïde Nielen (ed.), Lignages d'Outremer. Paris, 2003.
- Malcolm Barber, The Crusader States. Yale University Press, 2012.
- Bernard Hamilton, The Leper King and his Heirs. Cambridge, 2000.
- R. L. Nicholson, Joscelyn III and the Fall of the Crusader States, 1134–1199. Leiden, 1973.
- Reinhold Röhricht (ed.), Regesta Regni Hierosolymitani MXCVII-MCCXCI and Additamentum. Berlin, 1893–1904.
- René Grousset, History of the Crusades and the Frankish Kingdom of Jerusalem - II . 1131-1187 The balance, Paris, Perrin,1935 (reprinted 2006).
- R. L. Nicholson, The Growth of the Latin States, 1118-1144, A History of the Crusades, Vol. I, ed. Kenneth M. Setton, University of Wisconsin Press, 1969
- (it) Sergio Ferdinandi, La Contea franca di Edessa. Fondazione e profilo storico del primo principato crociato nel Levante (1098-1150), Pontificia Università Antonianum, Roma 2017. ISBN 978-88-7257-103-3.
- Intercultural Communication:The Teutonic Knights in Palestine, Armenia, and Cyprus, Hubert Houben, Diplomatics in the Eastern Mediterranean 1000-1500: Aspects of Cross-Cultural Communication, ed. Alexander Daniel Beihammer, Maria G. Parani, Christopher David Schabel, Brill, 2008.